# Liber omnium reformationum
Il Liber omnium reformationum (in italiano: Libro di tutte le riforme) è stato il secondo libro statutario della Repubblica di Ragusa, contenente una serie di testi legislativi successivi al Liber statutorum civitatis Ragusii e destinato a rimanere in vigore dal fino alla fine dell'indipendenza della repubblica marinara dalmata (1808).

## Storia
La prima e più importante collazione di norme venne promulgata a Ragusa il 9 maggio 1272 - durante la dominazione veneziana - ed assunse il nome di Liber statutorum civitatis Ragusii (Libro degli statuti della città di Ragusa). Il 29 settembre 1277 apparve il Liber statutorum doane (Libro degli statuti della dogana), a regolare la delicata e fondamentale materia doganale e mercantile della Repubblica marinara dalmata.
Ben presto però apparve necessario integrare questi libri con le norme che via via andavano producendosi dal Consilium majus (Maggior consiglio), creando dei diversi "codici" che di volta in volta venivano integrati con l'aggiunta delle nuove statuizioni a fondo serie.
La Repubblica di Ragusa promulgherà quindi negli anni le seguenti diverse raccolte:
- Liber omnium reformationum (1335 - 1410)
- Liber Viridis (1358-1460)
- Liber Croceus (1460-1808)

I periodi segnalati sono indicativi: pur essendo già entrato in uso il Liber Viridis, alcune leggi continuarono ad essere inserite lo stesso nel Liber omnium reformationum: l'ultima iscrizione è del 1410.

## Edizioni
L'editio princeps del Liber omnium reformationum è quella curata da Aleksandar Solovjev nel 1936.